# Leptolaelapidae
Leptolaelapidae es una familia de ácaros perteneciente al orden Mesostigmata.

## Géneros
- Australocheles W. Karg, 1983
- Ayersacarus Hunter, 1964
- Cosmetolaelaps Womersley, 1959
- Evansolaelaps Marais & Loots, 1969
- Indutolaelaps Karg, 1997
- Leptolaelaps Berlese, 1918
- Paradoxiphis Berlese, 1910
- Pseudopachylaelaps Evans, 1957
- Pulchraplaga Karg, 1997
- Stevacarus Hunter, 1970